# Spoarbildchen und -kapelle
Der Bildstock Spoarbildchen, zusammen mit der Votivkapelle Spoarkapelle, einer Lourdesgruppe und einem Kreuzweg, ist eine lokale Pilger- und Gedenkstätte und als solche ein Kulturdenkmal der Gemeinde Piesport, Rheinland-Pfalz. Beim Aufstellungsort befand sich ab 1506 während einer Lungenpest-Epidemie eine Quarantäneabsperrung, mit der die Dorfbevölkerung wenigstens zwei Jahre lang isoliert wurde und an der sie wegen der dadurch verursachten Notlage von der Nachbargemeinde mit Lebensmitteln versorgt wurde.

## Beschreibung

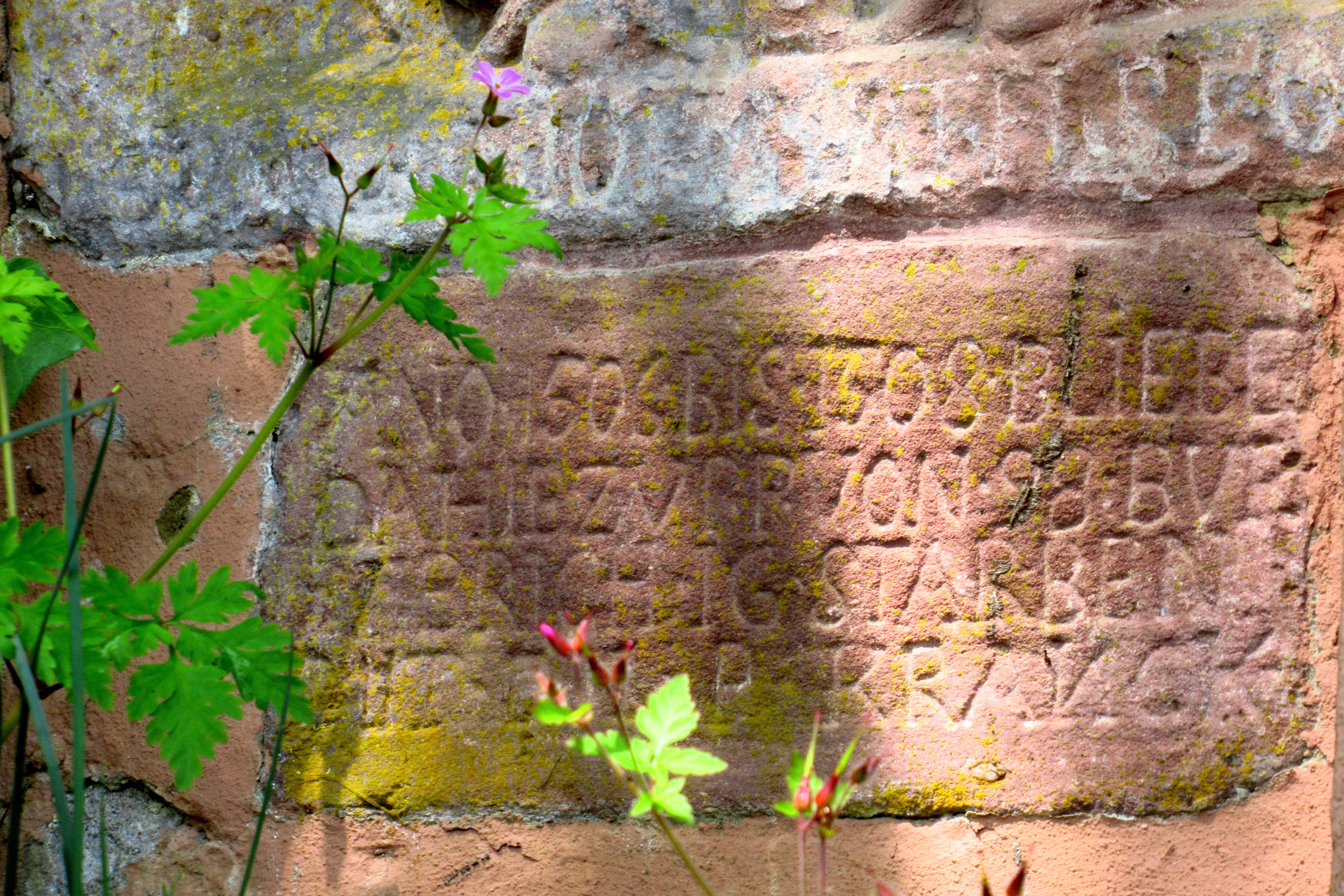
Die Inschriftenplatte:
ANO•1506•BIS•1508•BLIEBE
DAHIE•ZV•P•P•VON•98•BVE
VIBRICH•16•STARBEN
MIT•D•L•P•KRANCK

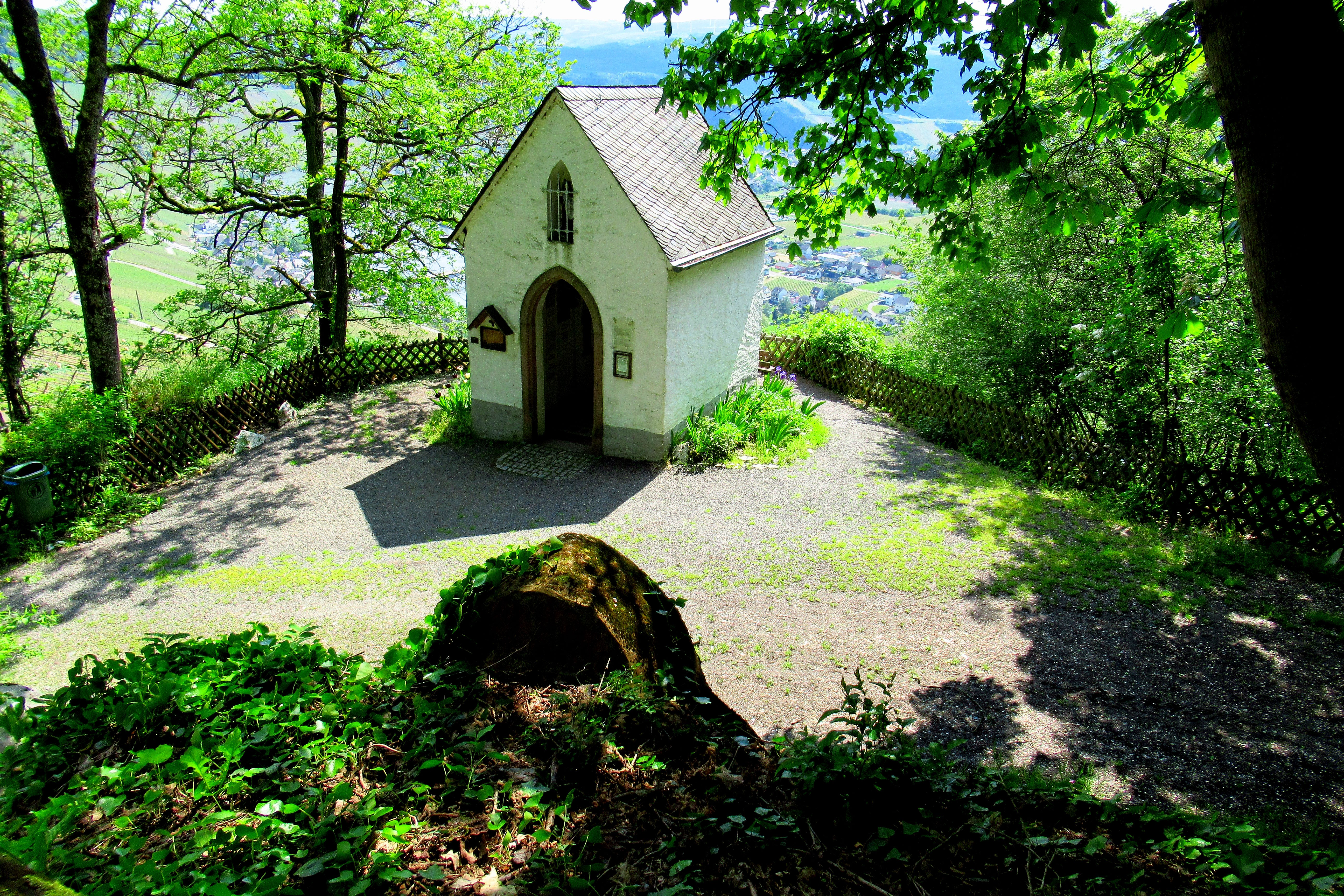
Die Spoarkapelle

Die Stätte, auch „Auf der Spoar“ genannt, befindet sich nordwestlich, hoch oberhalb der Ortschaft Piesport, auf einem Felsvorsprung am Steilhang des Piesporter Moselbogens, rund 190 Höhenmeter über dem Fluss, wo die Weinberge enden und der Wald beginnt. Die lediglich mündlich aus dem lokalen Moselfränkisch überlieferte und heute Spoar, Spoa oder Sporr geschriebene Bezeichnung bedeutet Sperre oder Absperrung und meint die Quarantäneabriegelung, einen vorneuzeitlichen Lockdown des Dorfes Piesport während einer Pestepidemie im frühen 16. Jahrhundert.
Das Spoarbildchen, der „auf der Spoa“ an einer Felswand angebrachte Bildstock, besteht aus drei gemauerten, spitzbogigen Nischen die einen Kruzifixus, eine Pietà mit den sieben Schwertern und ein Bild des Hl. Michael enthalten. In seiner gegenwärtigen Form handelt es sich dabei offensichtlich um Teile von Bildstöcken, die zu einem einzigen zusammengefasst wurden. Im Verzeichnis der Kulturdenkmäler des Kreis Bernkastel-Wittlich wird angegeben, dass die Reliefbilder und Inschriftenplatte wohl aus dem 17. Jahrhundert stammen. Die Pietá trägt die Bezeichnung 1831. Ein ebenfalls wohl neueres Relief ist das des Heiligen Michael, Pestheiliger und Patron der Piesporter Pfarrkirche. Er wird in voller Ausrüstung mit Waage und Schwert dargestellt.
Unterhalb der Pietá ist die Inschriftenplatte eingelassen, die davon berichtet, dass die Bevölkerung von Piesport in den Jahren von 1506 bis 1508 an Lungenpest erkrankte. Ganze Familien aus dem um 1500 etwa 500 Einwohner zählenden Dorf verstarben. Von 98 Haushalten blieben am Ende der Epidemie nur noch 16 übrig und es dauerte fast 50 Jahre bis sich deren Anzahl wieder auf 48 erhöhte. Zur Isolierung der Ortschaft reichte vermutlich diese eine Absperrung des damals einzigen Wegs der vom auf der Eifelhöhe gelegenen Nachbarort Krames von Norden kommend den ansonsten unwegsamen Steilhang hinab ins Tal bis nach Piesport führte. Im Süden war der Ort von den anderen Nachbarn durch die Mosel abgeriegelt. Die konnte praktisch nur per Boot zu überquert werden und die Uferwege waren im Osten und Westen durch mächtige Felsen wie die der Moselloreley blockiert.

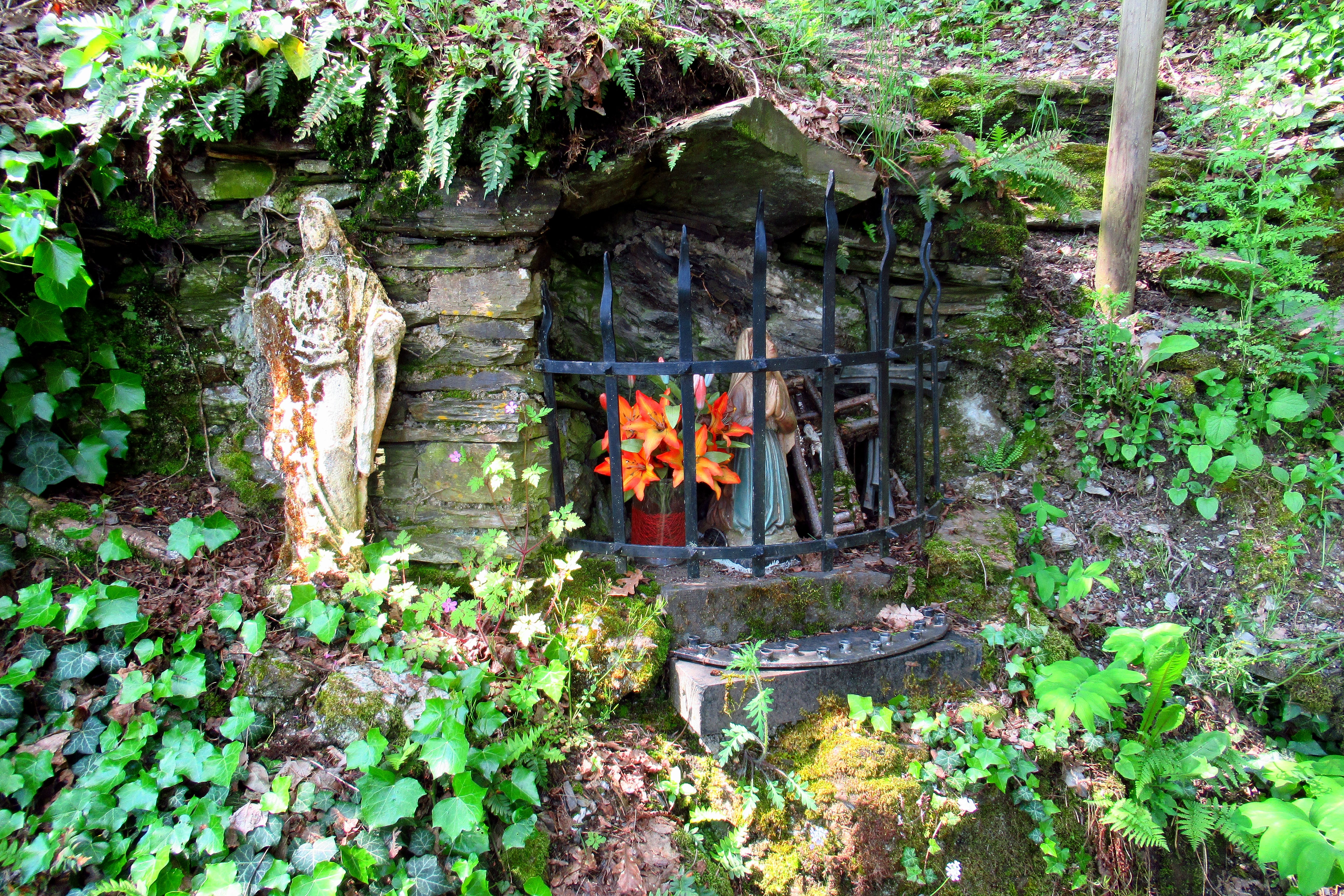
Die Bernadettestatue der Lourdesgruppe.

Die Spoarkapelle wurde Ende des 19. Jahrhunderts von Piesporter Junggesellen im neugotischen Stil erbaut. Das kleine Gebäude ist weithin sichtbar auf einem Felsvorsprung errichtet. Die Kapelle ist der Mutter Gottes von der immerwährenden Hilfe gewidmet. Auf dem Altar steht ein Gnadenbild und an den Wänden befinden sich zahlreiche Votivtafeln, auf denen für erhaltene Hilfe gedankt wird.
Ebenfalls zum Ende des 19. Jahrhunderts wurde die Lourdesgruppe eingerichtet. Diese besteht aus einer Marienstatue in einer Nische einer Felswand am Waldhang gegenüber dem Eingang der Spoarkapelle und einer korrespondierenden Nische mit einer Bernadettestatue.